# Simulium bracteatum
Simulium bracteatum är en tvåvingeart som beskrevs av Daniel William Coquillett 1898. Simulium bracteatum ingår i släktet Simulium och familjen knott. Inga underarter finns listade i Catalogue of Life.